# 로스:타임:라이프
《로스:타임:라이프》는 후지 TV계 토요 드라마로 2008년 2월 2일부터 4월 19일까지 매주 토요일 밤 11시 10분부터 밤 11시 55분까지 방송된 TV 드라마이다.

## 개요
죽음을 맞이하게 된 선수(=주인공) 앞에 갑자기 수수께끼의 심판단 (축구 심판을 모티브로 하고 있다)이 나타난다. 죽기 직전에 시간이 멈추고, 그 때까지의 인생 중에 로스타임(낭비해 온 시간)이 제시되며 선수들에게 주어진다. 오프닝 타이틀의 전광판에도 선수들에게 주어지는 로스타임의 시간이 표시된다.
기본적으로는 축구 룰을 기반으로 한 원아이디어 스토리로 1화 완결형 드라마이다. 이 아이디어는 사망자에게 '마지막에 무언가를 할 수 있는 시간이 주어진다면 무엇을 할 것인가'라는 질문을 하고, 각각의 사망자의 생각을 그려낼 수 있는 틀을 제공한다. 그 틀에 따라 각각의 화가 전개된다.
반드시 명확한 엔딩이 주어지는 것은 아니고 누벨바그 혹은 앙띠로망 틀의 요소도 강하다. 그것도 관객에게 스토리의 해석을 맡기는, 어떤 의미로는 매니악한 구조라고 할 수도 있다.
원래는 2003년에 제작된 쇼트 필름 작품이다. 2008년에 후지 TV에서 방송된 연속 드라마는, 매회 1화 완결의 옴니버스 형식 스토리로 각 화마다 주연이 달랐다.
제2화의 고야마 게이이치로, 제3화의 도모치카는 이 작품으로 텔레비전 드라마 첫 주연을 맡는다. 제8화의 마키 요코는 『SP 경시청 경부보 경호과 제4계』에 이어 동시간 대에 2작품 연속 출연.
초안·각본·연출을 맡은 가케히 마사야가 연속 드라마 연출을 맡는 것은, 『유키폰의 일』 이후가 된다. 또 스즈이 다카유키는 TV 드라마에 처음으로 출연한다.
더불어 본방송과는 달리 4월 12일과 19일, 2주에 걸쳐 누쿠미즈 요이치가 연기하는 '오모토 유조'와 관련된 2명의 인물이 등장하는 추가 시합이 "특별판"이란 타이틀로 방송되었다.

## 줄거리

### 제1화 '카메라맨' 편
- 인생은 축구이고, 축구야말로 인생이다 -전(元) 아르헨티나 대표 마라도나
- 로스타임 : 4시간 17분

#### 이야기
나카야마 하루히코는 특종을 노리는 보도 카메라맨. 시노다의 정보로 마약 거래 현장을 급습하기로 하지만 촬영에 실패하고, 마피아가 쏜 권총에 맞아 사망한다. 그러나 하루히코에게는 4시간 17분의 로스타임이 주어진다. 하루히코는 특종에만 얽매였던 것을 후회하고, 5년 전에 헤어진 여자친구 유리코를 떠올린다. 그리고 그녀를 만나러 가는데…

#### 등장 인물
- 나카야마 하루히코 - 에이타

보도 카메라맨. 특종을 위해서라면 아무리 위험한 현장이라도 과감하게 잠입하는 자세를 가지고 있다.
- 이와타 유리코 - 후키이시 가즈에

5년 전에 헤어진 하루히코의 여자친구. 현재 한 아이의 엄마가 되었다.
- 시노다 - 고이치 만타로

하루히코가 몸 담고 있는 석간지(夕刊紙)의 편집장. "사건에 중요한 인간이 찍혀있지 않잖아!"라고 하루히코의 사진을 비판하는 한편, 일에만 몰두하는 하루히코를 걱정하고 있다.
- 오모토 유조 - 누쿠미즈 요이치

택시 기사로, 하루히코와 임산부를 병원까지 데려다 준다.

### 제2화 '형사' 편
- 참을성 있게 쫓아간 개만이, 먹이를 얻을 수 있다 -전(元) 오스트레일리아 대표팀 감독 이비차 오심
- 로스타임 : 3시간 21분

#### 이야기
츠나미 고타는 구라마 서 수사과에 배속되어 흉악범 체포에 들떴지만, 배속된 수사 3과는 빈집털이나 날치기 등을 취급하는 부서로 정년이 가까운 오미와 함께 증거품 정리에 몰두하는 나날들에 완전히 의욕을 잃었다. 그러나 배속되고나서 3일 째, 고타는 오미와 수사중 날치기 현장에서 우연히 만나 범인을 궁지에 몰아넣지만, 범인이 쏜 총에 맞아 고타는 사망하고만다. 그러나 3시간 21분의 로스타임이 주어지고, 범인을 체포하기 위한 수사를 시작한다. 그리고 드디어 고타는 자신에게 총을 쏜 날치기범의 정체가, 오미가 개인적으로 수사하고 있던 강도 살인 사건의 용의자인 것을 알아 내고, 오미가 오랜 세월 그 범인을 쫓아 온 이유도 알게 된다.

#### 등장 인물
- 츠나미 고타 - 코야마 케이치로(NEWS)

구라마 서 수사 3과에 배속된 신입 형사. 계급은 경위. 흉악범 체포를 꿈꾸고 있었지만, 오미와 함께 증거품을 정리하는 일만 맡아 이동을 생각하기 시작한다. 상당한 준족(俊足)이다.
- 오미 신조 - 히라이즈미 세이

수사 3과에 소속된 형사. 형사 경력 40년 이상의 베테랑이지만 정년을 앞두고 있다. '엔도'의 지시로 고타와 조를 이뤄 수사하게 된다. 어떤 사건을 개인적으로 수사하고 있었다. 아내 '후사에'(야마구치 미치코)가 있다.
- 엔도 경감 - 타나카 테츠시

수사과를 책임지고 관리하는 경감. 형사같지 않은 차림새를 하고 있기 때문에, 고타에게 동네 양아치로 오해받는다.
- 다치카와 고헤이 - 와키 도모히로

가와구치 파출소에 근무하는 순경. 고타와는 경찰 학교 동기다.
- 아이자와 요이치 - 야자와 유키하루

고타와 오미가 쫓는 날치기범. 사실 16년 전에 가나가와 신용 금고에서 일어난 강도 살인 사건의 용의자.
- 고타의 모친 - 사카이 마리

늘 아들의 건강을 걱정하고, 고타가 귀찮아할 정도로 히로시마에서 전화를 걸어온다.
- 오모토 유조 - 누쿠미즈 요이치

속옷 도둑으로 오인, 체포되어 가죽 점퍼씨의 조사를 받는다.

### 제3화 '스키야키' 편
- 당신은 최근, 언제 가족과 함께 스키야키를 드셨습니까?
- 로스타임 : 2시간 29분

#### 이야기
절약정신이 투철한 전업 주부 이하라 요시코는 마트 전단지에서 소고기 타임 세일에 대한 정보를 체크한다. 가끔은 돼지고기가 아닌 소고기를 넣은 스키야키를 가족에게 먹이기 위해, 요시코는 다른 주부들의 자전거 추격을 따돌리고 지름길로 빠져나가 마트로 향하고 있었다. 그 길에 딸 리카가 가지고 싶어하던 후리소데 특매 포스터에 눈이 팔려 앞의 계단을 보지 못한채 그대로 추락해버리고 만다. 심판단에게서 2시간 29분의 로스타임을 받고 자신의 임종을 알게 된 요시코는, 부랴부랴 마트로 달려가 타임 세일 마감이 코앞인 소고기 쟁탈전에 몸을 던진다.

#### 등장 인물
- 이하라 요시코 - 도모치카

절약정신이 투철한 전업 주부, 자녀들에게는 '구두쇠'로 불린다.
- 이하라 도시히코 - 마츠자와 가즈유키

요시코의 남편, 회사에서 정리해고 위기에 직면해 있다. 리카가 다리 떠는 버릇을 굉장히 싫어한다.
- 이하라 리카 - 다시마 유미카

이하라 가의 장녀, 대학생. 요시코에게 후리소데를 사달라고 조른다.
- 이하라 겐이치 - 나가시마 슈고

이하라 가의 장남. 중학생, 축구부 소속. 요시코가 자주 달걀 심부름을 시킨다.
- 오모토 유조 - 누쿠미즈 요이치

운송 회사 '다이나모 운송'의 배달원으로서, 이하라 가에게 짐을 배달한다.

### 제4화 '간호사' 편
- 혹 시합에 지더라도, 세상이 끝나는 것은 아니다 -전(元) 세르비아 몬테네그로 대표팀 감독 이반 블라제비치
- 로스타임 : 4시간 44분

#### 이야기
간호사 마츠나가 유키코는 결혼까지 생각했던 연인 오기노에게 다른 약혼자가 있었단 사실에 충격을 받는다. 병원 옥상에서 뛰어 내려 자살을 시도하지만 떨어지는 도중에 심판단이 나타나고, 4시간 44분의 로스타임이 시작된다. 그러나 유키코는 다시 자살을 하려 옥상으로 오르고, 거기에서 자살을 하려던 오모토를 말리면서부터 같이 행동하게 된다. 결국 유키코는 자신의 인생과 마주 향하는 도중, 죽음을 선택한 것을 후회하기 시작한다.

#### 등장 인물
- 마츠나가 유키코 - 우에노 주리

국립 덴오종합병원에 근무하는 간호사. 오기노의 배신으로 자살을 시도하지만, 오모토와 함께 행동하는 도중 자신의 인생을 되돌아 본다.
- 오기노 마사카즈 - 시타라 오사무(바나나맨)

상사 '아리 크로스'에 근무, 유키코의 전 남자친구. 유키코 외에 약혼자가 있다.
- 전당포 주인 - 롯가쿠 세이지

유키코가 오기노에게 받은 반지와 대량의 가방을 들고 간 전당포의 점주.
- 간호부장 - 오오시마 요코

국립 덴오종합병원 간호부장.
- 오모토 유조 - 누쿠미즈 요이치

직장에서 해고 당한 뒤, 운송 회사에서 우발심에 횡령한 영업 자금을 전부 경마에 투자했지만 전부 날려먹고 자살을 하려고 국립 덴오종합병원으로 향한다. 마침 그 자리에 있던 유키코와 마음이 통해 함께 행동하기로 한다. 이야기에서 주요 인물이 되는 것은 처음.

### 제5화 '소꿉친구' 편
- 선수의 스케일은, 생각에 비례한다 -전(元) 잉글랜드 대표 L.코엔
- 로스타임 : 3시간 13분

#### 이야기
모리야스 하지메의 자작 만화가 만화지 '코믹 체케라'의 신인 코믹 대상으로 최고상을 수상. 드디어 어렸을 때부터 꿈꾸던 만화가의 꿈이 이루어졌다. 그러나 데뷔작 원고를 편집부에 접수하러 가는 도중, 하지메가 들른 서점은 가스 폭발 사고가 일어난다. 사고에 휘말린 사람들이 로스타임을 맞이하는 가운데, 3시간 13분의 로스타임이 주어진 하지메는 자신이 죽은 것을 알게된다. 얼른 원고를 접수하고자 편집부로 향하지만, 도중에 소꿉친구 유카리의 집으로 목적지를 변경한다. 거기에서 유카리의 결혼 이야기를 알게된다. 어찌할 바를 몰라하다 어릴 때 자주 갔던 공원을 들른 하지메는 그 공원에서 우연히 유카리를 만난다. 두 사람은 추억에 젖어 서로의 감정을 전하지만, 남은 시간이 불과가 되었을 때, 하지메는 생각지도 않은 형태로 의외의 사실을 알게 된다.

#### 등장 인물
- 모리야스 하지메 - 이토 아츠시, 하타케야마 시온(아역):자작 만화 '로켓 할머니'가 만화잡지 '코믹 체케라'의 신인 코믹 대상에서 그랑프리를 수상, 어렸을 때부터 꿈꿔온 만화가의 꿈이 이루어졌다. 데뷔작 원고를 편집부에 접수하러 가는 도중 들른 서점에서 폭발사고를 당한다.
- 요시다 유리코 - 미나미, 나카모토 하즈키(아역)

하지메의 소꿉친구이자 부하인 하지메에게 여러가지를 명령하고, 하지메가 그린 만화의 한자 오타를 지적한다. 그러나 성인이 되고나서도 이렇다 할 꿈도 없고, 되는대로 살고 있다. 아버지의 상사가 정해준 상대와의 결혼이 결정되어 있다.
- 이마 유키조 - 나츠카와 도모히로

서점 점원. 하지메와 동시에 로스타임을 맞이하고, 3시간 25분의 로스타임이 주어진다.
- 서점의 아이들 - 아다치 나유(남자 아이), 모리타 고코로(여자 아이)

서점에 있던 아이들. 하지메와 동시에 로스타임을 맞이하고, 3시간 5분의 로스타임이 주어진다. 여자 아이는 자신의 만화를 자랑하는 하지메를 '이상한 아저씨'라고 불렀다.
- 아라 나니카

서점 손님. 하지메와 동시에 로스타임을 맞이한다.
- 다니다 이쿠노

서점 손님. 하지메와 동시에 로스타임을 맞이하고, 5시간 29분의 로스타임이 주어진다.
- 요시다 야스코 - 아베 도모코

유카리의 모친. 하지메도 알고 있으며, 그에게 딸의 결혼이 정해졌음을 이야기 한다.
- 오모토 유조 - 누쿠미즈 요이치

출판사에 자신이 쓴 자서전을 팔러 가지만, 실수로 만화지 편집부로 원고를 가져오고만다. 거기서 편집장의 만화를 공부하라는 말을 듣고 본보기가 되는 책을 찾으러 들른 서점에서 하지메를 만난다. 그 후 하지메가 그린 '로켓 할머니'를 그대로 베낀 '로켓 할아버지'를 그려 다시 편집부로 가져오지만, 편집장의 냉랭한 대접을 받는다.

### 제6화 '영웅쇼' 편
- 축구에 주연은 없다. 그렇지만 관객은 이렇게나 열광한다. -전(元) 네덜란드 대표 요한 크라위프
- 로스타임 : 5시간 1분

#### 이야기
기타자와 고이치는 유명해지는 것을 꿈꾸는 연기자지만, 그의 연기는 놀이공원 영웅쇼에서 맡은 악당 역할 뿐이다. 계속 떨어지는 오디션에는 이미 익숙해 질대로 익숙해 진 상태. 어느 날 고이치는 오디션을 보러 가던 중, 공사 현장에서 괴롭힘을 당하고 있던 소년을 도왔지만, 그 직후 철골에 걸린 자신의 가방을 억지로 끌어내다 떨어진 간판에 깔려 죽어버린다. 5시간 1분의 로스타임이 주어자고, 상황을 이해한 고이치는 방송국으로 향한다. 무턱대고 오디션을 보려 하지만 잘 되지 않는다. 영웅쇼에서 주연 '썬바이저 X'를 연기하는 준야에게 한 번만 역할을 바꿔달라고 부탁하지만 단칼에 거절 당한다. 열받은 고이치는, 평소에 준야를 아니꼽게 보는 연기자들과 함께 영웅쇼에서 썬바이저 X를 쓰러뜨릴 계략을 꾸미는데…

#### 등장 인물
- 기타자와 고이치 - 다나카 나오키(코코리코)

유명한 배우를 열망해 오디션을 계속 보고 있지만, 지금까지 500회 불합격. '판타지스타 유원지'의 영웅 쇼에서는 '썬바이저 X'를 괴롭히는 악역 쉐도우를 연기하고 있다. 눈에 띄고싶어 하는 성격 때문에, 조연에 만족해야 하는 현실에 불만을 품고 있다. 덧붙여, 그의 로스타임은, 그가 각본, 감독, 주연을 맡은 자주 제작 영화 '하늘의 별따기'의 제작 시간과 같다.
- 오오조라 마사키 - 다나카 게이

고이치를 그리워하고 있는 같은 사무소의 후배. 영웅쇼에서는 고이치와 함께 쉐도우를 연기하고 있다. 오디션에 합격해 단역이지만 연속 드라마에 출연하게 된다. 휴대폰에 고이치와 같은 부적을 달고 있다.
- 료미야 미도리 - 야스다 미사코

영웅쇼를 진행하는 아가씨. 준야와 사귀지만 차인다.
- 오니즈카 란코 - 가타기리 하이리

예능 사무소 '오란다 예능'의 사장.
- 아카이 준야 - 하라다 아츠시

영웅쇼에서 주연 '썬더바이저 X'를 연기하고 있다. 액션 클럽 출신으로, 주위 사람들에게는 '주니어'라고 불린다. 꽤 나르시스트.
- 지구사 요코 - 하타노 히로코

고이치의 여자친구. 고이치의 근거없는 긍정적 사고에 질려있다
- 오모토 유조 - 누쿠미즈 요이치

놀이공원 영웅쇼에서 '썬더바이저 X'의 악역 '고모리노' 역으로 출연.

### 제7화 '고쿠도의 부인' 편
- 흙투성로 이기는 것보다, 아름답게 지고 싶다 -잉글랜드 대표 D.베컴
- 로스타임 : 2시간 59분

#### 이야기
쇼와 63년 아라카와구, '류자키파' 두목의 아내 류자키 루이코는 적대관계인 '가츠야파'가 남편 '히데오'를 죽인 후 사체를 가지고 달아났다는 소식을 듣고, 복수를 위해 혈혈단신으로 가츠야파를 해치우려 저택을 나서는 순간, 갑작스런 자객의 칼을 맞고 쓰러진다. 2시간 59분의 로스타임이 주어진 루이코는 남은 시간으로 복수를 끝내기 위해서, 사제 다케루와 함께 가츠야파의 사무실을 향해 간다. 우여곡절 끝에 가츠야파에 도착한 루이코는 가츠야파 두목 기미오에게서 의외의 사실을 듣게 되는데…

#### 등장 인물
- 류자키 루이코 - 도키와 다카코

히데오의 아내로, '흰수선화 루이코'라는 이명을 가진 방탕한 여자. 대대로 이어져 내려온 류자키파의 집에서 나고 자랐으나, 스무살 때 그런 집안이 싫어 부정하느라 망가져있던 자신을 사랑해 준 히데오에게 반해 결혼. 두목의 아내로서 12년같 내조해 왔다. 굽은 것을 싫어하고, 히데오의 복수를 위해 비수를 지닌채 가츠야파로 향한다.
- 류자키 히데오 - 후키코시 미츠루

루이코의 남편이자 류자키파의 두목. 보통 여자로서 만난 루이코에게 반해, 교사의 꿈을 접고 데릴사위가 되었다. 접대를 마치고 돌아가는 길에 가츠야파의 습격에 의해 죽고, 사체까지 숨겨진다.
- 사타케 - 미카미 이치로

류자키파의 부두목. 히데오의 죽음을 루이코에 보고한다.
- 사루야 다케루 - 하마다 가쿠

류자키파. 부모님이 계시지 않은 이유에선지, 루이코나 히데오를 가족처럼 생각하고 있다. 루이코와 함께 가츠야파에게 가던 도중, 몇 년만에 여동생 에이코를 재회.
- 가츠야 기미오 - 다쿠마 다카유키

가츠야파 두목.
- 오모토 구라노스케 - 누쿠미즈 요이치

루이코와 다케루가 마지막에 한잔 하러 들른 술집의 주인. 유조의 형.

### 제8화 '부장' 편
- 전력으로 싸웠기에, 그 날의 선택은 후회하지 않는다 -스페인 대표 라울 곤살레스
- 로스타임 : 5시간 31분

#### 이야기
스포츠용품 브랜드 '하트 스포츠'에서 젊은 홍보부 부장으로 발탁된 '호리이케 기요미'는 수완가이지만 매일 일에 치여 살고 있다. 그러나 회식 자리에서 '가감 없는 의견'을 가감 없이 말해 사장의 기분을 상하게 만들어, 기후에 있는 공장으로 인사이동이 된다. 실의에 빠져 오모토라는 지인과 술집에서 술잔을 주고 받지만, 그간의 피로가 탈이 나 심장 발작을 일으키고 과로사 한다. 5시간 31분의 로스타임이 주어진 기요미는, 부하나 사장에게 지금까지의 불만을 모조리 쏘아붙이고는 사표를 내던진다. 그러던 중 오늘이 자신의 생일임을 알게 된 기요미는, 개점 안내 엽서에 있던 레스토랑을 예약 하고 동료들이나 친구들에게 연락하지만, 누구 하나 나타나지 않은 채 기요미는 최후의 시간을 보낸다.

#### 등장 인물
- 호리이케 기요미 - 마키 요코

스포츠용품 브랜드 '하트 스포츠'의 홍보부 부장. 자신의 일 뿐만 아니라, 부하들의 일에도 발벗고 나서기 때문에 사생활을 희생시켜, 연일 수면 부족으로 피로해 한다.
- 호시노 리코 - 이와사 마유코

기요미의 부하. 아직도 학생같은 가벼운 마음으로 출근해 맡은 일을 적당히 하고, 정시 퇴근해 사생활을 우선으로 여긴다.
- 야마무라 다케시 - 다케노 이사오

기요미의 부하. 자신의 상사가 자신보다 연하에, 여자인 것을 불쾌하게 생각하는 한편, 몰래 부장 승진을 노리고 있가.
- 가모 사장 - 오우미야 다로

'하트 스포츠' 사장. 기요미를 홍보부 부장으로 발탁했지만, 회식 장소에서 기요미의 '가감 없는 의견'에 화를 내고 기후의 공장으로 좌천시킨다.
- 오너 - 야지마 겐이치

기요미가 예약한 레스토랑의 오너.
- 오모토 유조 - 누쿠미즈 요스케

친구들과 선술집에서 한잔하고자 했을 때 마침 그 자리에 있었던 기요미와 의기투합하고 함께 술을 마신다. 이 때 제4화에서의 자살미수나 유키코를 만난 이야기를 하고 있다. 그 후 공원에서 2차를 달리기 위해 술과 안주를 사러 편의점에 가있는 사이, 로스타임에 들어간 기요미가 이미 죽었다는 것을 모른다. 벤치에 앉아 있던 기요미가 잠들었다고 생각하고, 그 옆에서 혼자 컵에 술을 따라 마시고 있다.

### 제9화 '은둔형 외톨이(히키코모리)' 편
- 인생에 쓸데 없는 플레이가 있는 것일까 -어느 위대한 축구 선수의 말
- 로스타임 : 12

#### 이야기
미우라 겐타로는 대학 수험에 실패한 이래, 벌써 몇 년 째 자신의 방에서 틀어박힌 생활을 하고 있다. 어느 날, 어머니 지에코가 가져다 준 떡을 먹다 목에 걸려 질식사 하고만다. 12시간의 로스타임이 주어졌다고 판단한 겐타로는 처음에는 상황을 파악할 수 없어 곤혹스러웠지만, 딱히 하고 싶은 것도 없이 그대로 최후의 시간을 맞이한다. 그러나 12시간의 로스타임이 지나도 죽지 않고 12일, 12주의 시간이 흘러도 겐타로는 죽음의 조짐조차 보이지 않았다. 전광판 고장이 의심되는 가운데 맞이한 12개월, 그리고 드디어 겐타로는 주어진 로스타임이 12년인 것을 알게 된다. 그러나 그 때 지에코가 갑자기 쓰러지고, 앰뷸런스로 실려가게 되는데…

#### 등장 인물
- 미우라 겐타로 - 오오이즈미 요, 하루야마 미키스케(아역)

의사의 아들로 같은 의사를 지망했지만, 대학 수험에 실패한 이래 방에 틀어박혀 버린다. 어느 날 아침, 지에코가 가져다 준 떡을 먹다 목에 걸려 질식사했기 때문에, 12시간의 로스타임이 주어졌다고 생각한다. 그러나 사실은 12년인 것이 밝혀진다 (대학 수험에 실패하고나서 질식사할때까지 은둔형 외톨이로 보낸 기간과 같다).
- 미우라 아미 - 고이데 사오리, 이노우에 모모코(아역)

겐타로의 여동생. 12년 후에는 결혼식을 준비하고 있다.
- 미우라 지에코 - 다시마 레이코

겐타로의 모친. 겐타로의 로스타임 개시부터 12개월간 병으로 쓰러져 있었지만, 그 11년 후에는 완전히 건강을 되찾는다.
- 간호부장 - 오오시마 요코

국립 덴오종합병원 간호부장.
- 오모토 유조 - 누쿠미즈 요이치

주심.

### 연장전(특별판)
- 어제의 실수를 변명하기 위한 연습은 없다. 내일 시합을 위한 연습만 있을 뿐이다 -전(元) 브라질 대표 자니뇨 (전편)
- 당신이 꺼낸 패스라면 나는 어디까지라도 쫓아간다 -조지 베스트 (후편)
- 로스타임 : 24시간 (전편 : 구로사와 고조), 4시간 27분 (후편 : 오모토 가즈코)

#### 이야기
관료와의 뒷거래로 세상을 떠들썩하게 만든 미치나미상사의 사장 구로사키 고조는 병실에서 최후를 맞이해 24시간의 로스타임이 주어진다. 고조의 딸 사야카는 오랜 입원 생활로 쇠약해 스스로 몸을 움직일 수 없는 고조의 부탁으로 오모토를 찾기 시작한다. 그러나 사야카 외에도 '일본의 미래를 뒤흔드는 존재'라며 오모토를 찾는 사람이 있었다. 'Show Pub'에서 더부살이로 일을 하고 있었던 오모토는 사야카에게서 자신의 퇴직에 관련된 내막을 듣게 된다. 그리고 오모토 앞에 10년 전에 이혼한 전 부인 가즈코가 나타나지만, 그녀 또한 로스타임의 한가운데.

#### 등장 인물
- 오모토 유조 - 누쿠미즈 요이치

'Show Pub'에서 더부살이 해가며 일을 하고 있다. 한편, 시간상 '연장전'은 제9화 앞이 된다.
- 구로사키 사야카 - 구리야마 지아키

고조의 딸이며 교사다. 결혼을 생각한 남자친구가 있지만, 아버지의 뇌물 의혹을 원인으로 남자친구 쪽 부모에게 반대되고 있다. 아버지의 부탁으로 오모토를 찾게 된다.
- 후루하시 유타카 - 가지하라 젠

석간 ZONE의 저널리스트. 일본을 뒤흔들 특종을 노리고 있고, 그것의 열쇠가 되는 오모토를 찾고 있다.
- 사사키 마리코 - 사카이 와카나

Show Pub의 점원. 오모토처럼 공원에서의 생활을 경험한 적이 있어, 오모토를 '스승'이라고 부른다. 명랑한 성격.
- 구로사키 고조 - 다무라 료

미나미상사 사장. 뇌물 의혹을 받고 있지만 병상에 누워 다장기부전(多臟器不全)에 의해 로스타임을 맞이한다. 스스로 몸을 움직일 수 없기 때문에 사야카에게 오모토를 찾아줄 것을 부탁한다. 좋아하는 음식은 딸기다이후쿠.
- 오모토 가즈코 - 기시모토 가요코

국회의원이자 오모토의 전 부인. 10년만에 오모토와 재회했을 때는 로스타임 중이었다. 좋아하는 음식은 오모토가 만드는 수타국수. 사인은 두부(頭部)강타에 의한 타박.
- 간호부장 - 오오시마 요코

국립 덴오종합병원 간호부장.
- 이시다 슈고 - 고하마 마사히로

가즈코의 비서.

### 전 화 공동 등장 인물
오모토 유조, 오모토 구라노스케(7회 포함) - 누쿠미즈 요이치
연장전(특별편)을 포함한 모든 화에 공통적으로 등장하는 산뜻함 없는 중년남. 46세. 미치나미상사에서 일하고 있었지만 10년 전에 정리해고당해 (이유는 특별편에서 밝혀진다), 이혼신고서를 남기고 가출, 택시 운전수로 일수를 벌고 있었다. 형 구라노스케는 선술집을 경영한다.
방송에서는 이야기되지 않은 그 개인에 대한 이야기는 공식 홈페이지에 게재되어 있다 (스토리텔러 적인 역할이 아니다). 데이터 방송에서는 드라마 방송 중에만, 과거의 그의 이야기를 열람할 수 있다.
심판단
죽음을 맞이하기 직전인 선수에게 로스타임을 주고, 그 시간 내의 행동을 함께 하면서 판정을 내리는 축구 심판단.
- 주심
  - 이누카이 와카히로(제1화~제3화, 제5화[유카리], 제8화, 특별판[가즈코])
  - 가나하시 요시키 (제4화, 제5화[하지메], 제6화, 제7화)
  - 이이지마 포포포 (특별판[구로사키])

- 부심
  - 나카무라 야스히 (제1화~제3화, 제5화[유카리], 제9화)
  - 니시이 히로요시 (제1화~제3화, 제5화[유카리], 제9화, 특별판[구로사키], 제3화에서 옐로카드 한장)
  - 도사 가즈나리 (제4화, 제5화[하지메], 제6화, 제7화)
  - 스기야마 히코히코 (제4화, 제5화[하지메], 제6화, 제7화)
  - 이시다 고타 (제8화, 특별판[가즈코])
  - 나카가와 하루키 (제8화, 특별판[가즈코]))
  - 가와시마 히로키 (특별판[구로사키])

- 제4심
  - 유키노 도모유키 (제1화~제3화, 제5화[유카리], 제9화, 특별판[구로사키])
  - 사나다 미키야 (제4화, 제5화[하지메]. 제6화, 제7회)
  - 미야시로 류지 (제8화, 특별판[가즈코])

캐스터·해설
로스타임을 맞이한 선수의 움직임을 시청자에게 중계 한다.
- 캐스터 - 아오시마 다츠야(후지 TV 아나운서) (제9화는 목소리만)
- 해설 (제9화의 '마에다 슈타로' 이외는 목소리만)
  - 마에다 슈타로 - 니시다 마사후미 (제1화, 제2화, 제7화, 제8화, 제9화, 특별판)
  - 오리 바키 - 야스다 겐 (제3화)
  - 고바야시 츠토무 - 사타케 미키오 (제4화)
  - 피에르 구라우치 - 고시무라 유이치 (제5화)
  - 미키 후토슈 - 사노 미즈키 (제6화)

## 주제가
- 《너의 station》(君station 기미station[*])

ORANGE RANGE (gr8! records)

## 삽입곡
- 《위를 향해 걸어가자》(上を向いて歩こう 우에오무이테 아루코-[*])

SAYOKO(元ZELDA) - 제3화 '스키야키' 편
- 《Alone Again》

길버트 오셜리반 - 제5화 '소꿉친구' 편
- 《Seasons of Love》

랜트 - 제6화 '영웅쇼' 편
- 《테네시 왈츠》(テネシーワルツ)

에리 지에미 - 특별판 후편

## 서브타이틀·시청률
| 각 화                                          | 방송일    | 서브타이틀                                                                                   | 각본                      | 연출            | 주연                            | 시청률 |
| ---------------------------------------------- | --------- | -------------------------------------------------------------------------------------------- | ------------------------- | --------------- | ------------------------------- | ------ |
| 제1화                                          | 2008.2.2  | 인생 마지막 순간에 무슨 일이 일어난다! 카메라맨 편 ~수수께끼의 심판단은 천사인가? 악마인가!? | 가케히 마사야 모리 하야시 | 가케히 마사야   | 에이타                          | 11.4%  |
| 제2화                                          | 2008.2.9  | 정의는 이긴다!! 기적의 수사선 ~신참 형사가 파헤치는 미궁 사건의 진실                         | 하시모토 히로유키         | 가케히 마사야   | 고야아 게이이치로 (NEWS)        | 8.7%   |
| 제3화                                          | 2008.2.16 | 결전은 마트!? 어머니는 달린다, 가족을 위해! 스키야키를 위해!!                                | 야자와 고지               | 스즈이 다카유키 | 도모치카                        | 12.3%  |
| 제4화                                          | 2008.2.23 | 간호사의 눈물이 일으키는 도하의 기적! ~인생을 포기하지마                                     | 스즈키 도모히로           | 나가야마 고우조 | 우에노 주리                     | 10.7%  |
| 제5화                                          | 2008.3.1  | 궁극의 선택! 꿈인가, 고백인가? 골은 둘이서 정한다!! 첫사랑의 약속이 이루어지는 날            | 츠치다 히데오             | 오오키 아야코   | 이토 아츠시                     | 10.5%  |
| 제6화                                          | 2008.3.8  | 영웅이 되고싶은 남자! 눈물의 대 역전!? 마지막에 빛나는 별이 되어라!                          | 우에다 마코토             | 후지카와 유스케 | 다나카 나오키 (코코리코)        | 8.5%   |
| 제7화                                          | 2008.3.15 | 화려하고 방탕한 아내에게 사랑하는 남편의 복수! 목숨의 꽃이 질 때                             | 요시다 도모코             | 가케히 마사야   | 도키와 다카코                   | 10.2%  |
| 제8화                                          | 2008.3.29 | 저 열심히 했습니다! 여자 부장은 대중 목욕탕에서 운다 ~마지막에 만난 사랑의 맛                | 와타나베 지호             | 나가야마 고우조 | 마키 요코                       | 9.8%   |
| 제9화                                          | 2008.4.5  | 최종장~끝나지 않는 로스타임으로 잡은 영광! 히키코모리 청년을 일으킨 기적                     | 스즈키 도모히로           | 가케히 마사야   | 오오이즈미 요                   | 12.4%  |
| 특별판                                         | 2008.4.12 | 특별판·전편 앞으로 2회!? 그 남자의 진실은!! 검은 의혹과 모녀의 이야기                        | 야마자키 준야             | 나가야마 고우조 | 구리야마 치아키 누쿠미즈 요이치 | 9.9%   |
| 특별판                                         | 2008.4.19 | 특별판·후편 신의 손, 휘슬을 불 것인가!? 부부가 결저한 골!                                    | 야마자키 준야             | 나가야마 고우조 | 기시모토 가요코 누쿠미즈 요이치 | 9.1%   |
| 평균시청률 10.3% (시청률은 비디오 리서치 조사) |           |                                                                                              |                           |                 |                                 |        |

## 같이 보기
- 기적의 시간 로스타임